# William Playfair
William Playfair (22 de setembre de 1759 - 11 de febrer de 1823) va ser un enginyer i economista polític escocès, fundador dels mètodes gràfics estadístics.
Playfair va inventar quatre maneres de presentar gràficament la informació de manera ràpida i clara a través de diagrames: el 1786 el diagrama de punts i línies i el diagrama de barres per a representar dades econòmiques, i el 1801 el diagrama de sectors o la gràfica circular utilitzat per veure la relació de la part amb el tot.

## Biografia
Playfair va néixer a Escòcia l'any 1759 en plena època de la il·lustració, l'edat d'or de les arts, les ciències, la indústria i el comerç. Va ser el quart fill del reverend James Playfair de la parròquia de Liff i Benvie prop de la ciutat de Dundee, a Escòcia, i els seus germans eren, James Playfair, arquitecte i John Playfair, matemàtic. El seu pare va morir el 1722 quan William tenia tretze anys, deixant al seu germà gran John com a l'encarregat de cuidar la família i la seva educació. Després del seu aprenentatge amb Andrew Meikle, l'inventor de la màquina trilladora, va esdevenir dibuixant i assistent personal.
Playfair va tenir varietat de carreres, va ser constructor de molins, enginyer, dibuixant, comptable, inventor, orfebre, comerciant, corredor d'inversions, economista, estadista, traductor, publicista, especulador de terres, banquer, editor, periodista…. Quan va eixir de la companyia Watt l'any 1782, va establir obrador i botiga d’argenter a Londres, però aquest va fracassar. L'any 1787 es va traslladar a París, i va participar en la presa de la Bastilla dos anys després. Va tornar a Londres el 1783, on va obrir un banc de fiances que finalment també va fracassar. Des de 1775 va treballar com a escriptor, també es va dedicar a fer pamflets i va realitzar alguns treballs d'enginyeria A la darreria dels anys 1790 va ser empresonat per deutes, i va recobrar la llibertat el 1802.
Ian Spence i Howard Wainer l'any 2001 descriuen Playfair com a «enginyer, economista i pocavergonya» mentre que eminències escoceses el descriuen com a «un mecànic enginyós i un escriptor miscel·lani».

### Gràfic de barres
Dues dècades abans de les primeres realitzacions de Playfair, l'any 1765 Joseph Priestley havia creat la innovació de les primeres cartes de línia de temps, on s'utilitzaven barres individuals per visualitzar el temps de vida d'una persona i, el conjunt podia ser utilitzat per a comparar la vida útil d'una pluralitat de persones. Segons Beniger i Robyn (1978) "les línies de temps de Priestley van ser un èxit comercial i es van publicar a través d'una dotzena d'edicions".

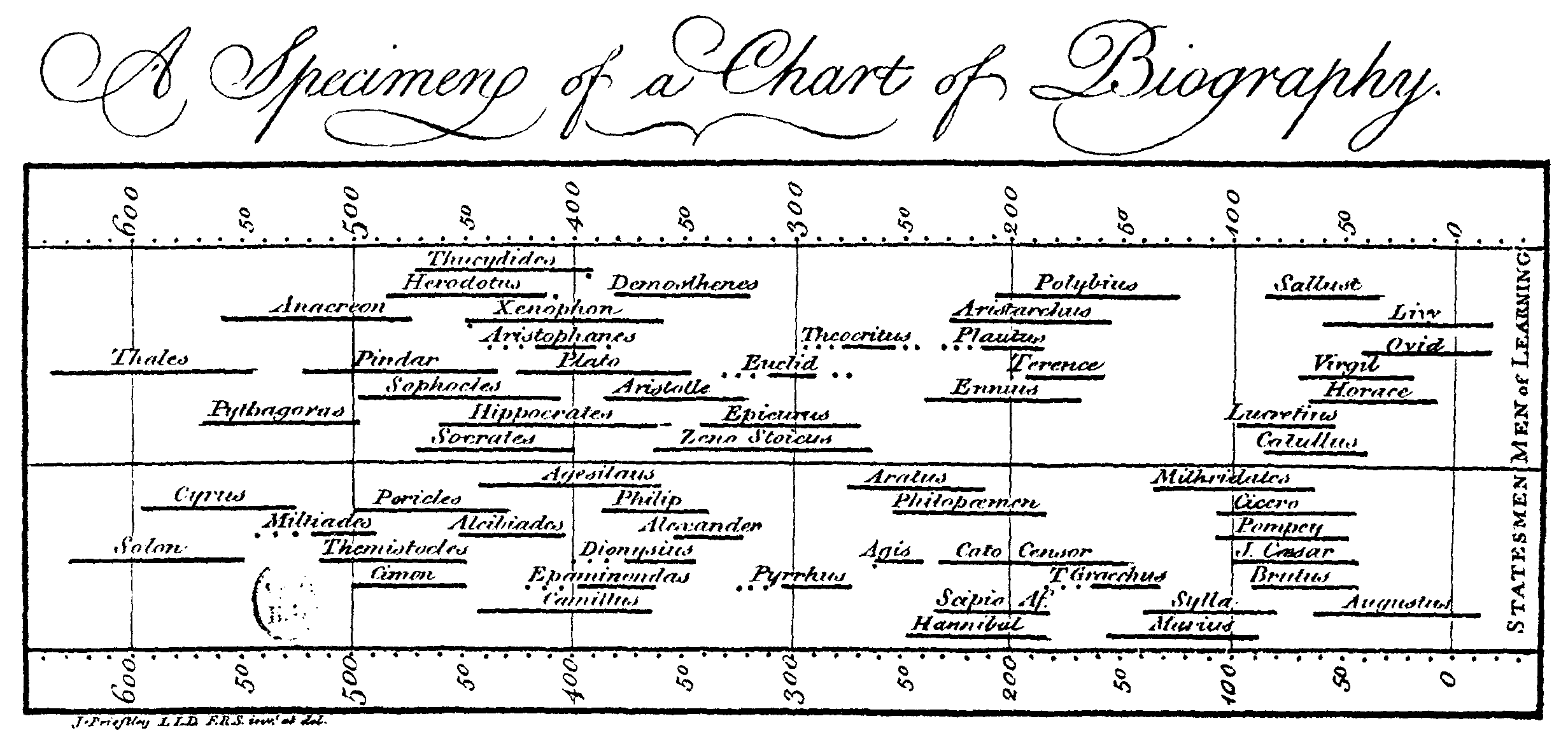
Diagrama biogràfic de William Playfair

Aquesta línia en el temps va inspirar a William Playfair a la invenció del diagrama de barres, que va aparèixer per primera vegada en el seu Atlas Comercial Polític, publicat l'any 1786.

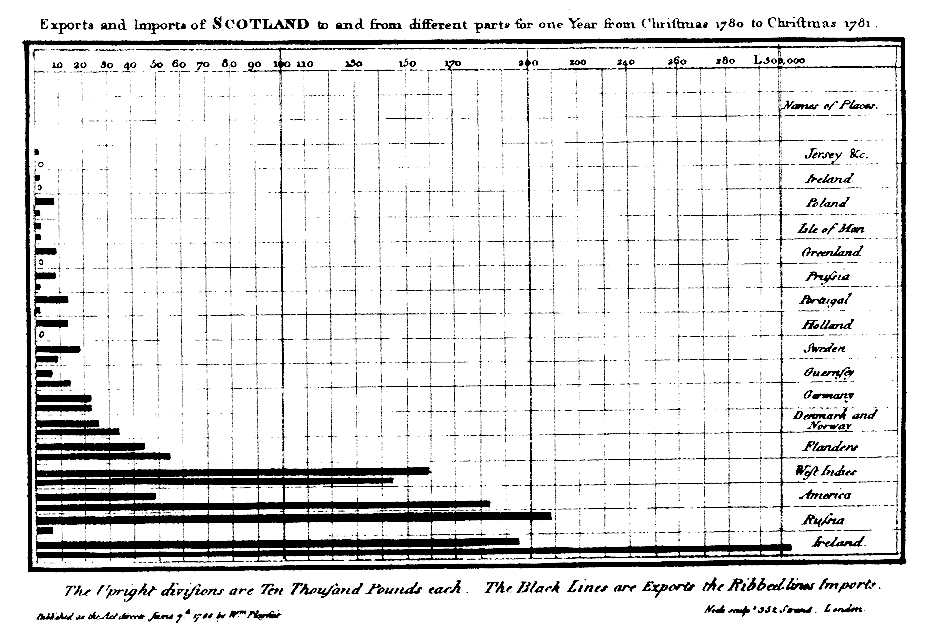
Diagrama de barres de Playfair sobre les importacions i exportacions d'Escòcia

En aquest gràfic de barres es representen les importacions i exportacions d'un total de 17 països l'any 1781 a Escòcia. "Aquest gràfic de barres va ser la primera forma gràfica quantitativa que no localitza dades, ni l'espai, ni les coordenades i les taules o el temps, com feia la línia del temps de Priestley. Constitueix la solució al problema de la comparació quantitativa discreta".

### Gràfiques

Diagrama de pastís de Playfair

Playfair, qui va argumentar que els gràfics comuniquen millor que les taules de dades, és acreditat com l'inventor de la línia, la barra i els gràfics circulars. Les seves línies del temps encara ara es presenten com a models de claredat.
Playfair va publicar per primera vegada l'Atlas Comercial i Polític a Londres l'any 1786. Aquest contenia 43 parcel·les de línies del temps i un gràfic de barres. S'ha descrit com la primera gran obra que contenia gràfics estadístics.
Playfair Statistical Brevary, que va publicar l'any 1801 a Londres, conté el que s'acredita com el primer gràfic circular.
La següent cita, coneguda com el «cicle de Playfair» va assolir notorietat com que forma part del «cicle de Tytler»
| «                         | Cicle de Playfair …enlloc, la riquesa i el poder mai no han durat molt de temps …viatgen per la faç de la terra, s'assemblen a una caravana de mercaders. Quan arriben tot és verd i fresc; mentre romanguin tot és bullícia i abundància, i, quan se'n han anat, tot queda trepitjat, estèril i despullat. | » |
| — William Playfair, 1807, | |   |